# Alesul destinului
Alesul destinului  (italiană Il tredicesimo apostolo - Il prescelto - cu sensul de Al treisprezecelea apostol - Alesul) este un serial TV fantastic italian din 2011.  Serialul a fost difuzat în premieră pe Canale 5 și retransmis pe Mediaset Extra în perioada 4 ianuarie 2012 - 7 februarie 2012.  Este regizat de Alexis Sweet. La realizarea scenariului a participat și scriitorul Gianfranco Nerozzi. Serialul a fost apreciat pozitiv de către telespectatori.

## Prezentare
Gabriel Antinori (Claudio Gioè) este un tânăr preot și profesor de teologie. Iubit de studenții săi, Gabriel se ocupă cu studiul paranormalului la limita dintre știință și credință. Animat de dorința de a explora misterele vieții, Gabriel colaborează cu Congregația Adevărului, o instituție ecleziastică care verifică științific evenimente inexplicabile, instituție condusă de Monseniorul Demetrio Antinori (Luigi Diberti), unchiul lui Gabriel. Gabriel Antinori se întâlnește cu psihoterapeutul Claudia Munari (Claudia Pandolfi) în timp ce cercetează doi gemeni care levitează la 2 metri deasupra podelei (în episodul 1). Părintele Gabriel se visează mereu că este pe acoperișul unei case, iar mama sa încearcă să-l salveze, murind ea în locul lui. Lui i s-a spus că tatăl său s-a sinucis, iar mama sa a murit în condiții misterioase, fiind crescut de către unchiul său Demetrio Antinori. Curând se dovedește că de cercetările sale se interesează și o persoană misterioasă, Bonifacio Serventi, care a făcut experimente paranormale pe oameni.

## Episoade
Serialul a fost reînnoit cu un "al doilea sezon" în 2014.
| Sezonul         | Episoade | Premiera TV |
| --------------- | -------- | ----------- |
| Primul sezon    | 12       | 2012        |
| Al doilea sezon | 12       | 2014        |

### Sezonul I
| nr.   | Episodul               | Premiera TV      | Telespectatori | Audiența |
| ----- | ---------------------- | ---------------- | -------------- | -------- |
| 1     | Gemelli                | 4 ianuarie 2012  | 7.534.000      | 26,44%   |
| 2     | Anatema                | 4 ianuarie 2012  | 6.757.000      | 27,91%   |
| 3     | Presagi di morte       | 11 ianuarie 2012 | 6.244.000      | 20,93%   |
| 4     | Un'altra vita          | 11 ianuarie 2012 | 5.867.000      | 25,56%   |
| 5     | Rachele                | 18 ianuarie 2012 | 5.669.000      | 18,74%   |
| 6     | La macchia di Lucifero | 18 ianuarie 2012 | 4.761.000      | 18,81%   |
| 7     | Dalle stelle           | 25 ianuarie 2012 | 5.076.000      | 16,19%   |
| 8     | La scelta              | 25 ianuarie 2012 | 4.549.000      | 17,47%   |
| 9     | Il villaggio           | 1 februarie 2012 | 5.556.000      | 17,34%   |
| 10    | Fantasmi               | 1 februarie 2012 | 5.231.000      | 20,29%   |
| 11    | Il circolo di Plutarco | 7 februarie 2012 | 6.077.000      | 22,02%   |
| 12    | La profezia            | 7 februarie 2012 | 6.600.000      | 24,44%   |
| Total |                        |                  | 5.827.000      | 21.34%   |

### Sezonul II (2014)
| #  | Titlu                                               | Premiera          |
| -- | --------------------------------------------------- | ----------------- |
| 1  | Il guaritore (The Healer)                           | 20 ianuarie 2014  |
| 2  | La martire (Martyr)                                 | 20 ianuarie 2014  |
| 3  | Tra la vita e la morte (Between Life and Death)     | 27 ianuarie 2014  |
| 4  | La casa del diavolo (The House of the Devil)        | 27 ianuarie 2014  |
| 5  | Finché morte non vi separi (Till Death Do You Part) | 3 februarie 2014  |
| 6  | Legame paranormale (Paranormal Connection)          | 3 februarie 2014  |
| 7  | Fede (Faith)                                        | 10 februarie 2014 |
| 8  | Patto di sangue (Blood Pact)                        | 10 februarie 2014 |
| 9  | L'uomo nero (The Black Man)                         | 17 februarie 2014 |
| 10 | Il pianto del demonio (The Weeping of the Devil)    | 17 februarie 2014 |
| 11 | Il potere oscuro (The Dark Power)                   | 24 februarie 2014 |
| 12 | La rivelazione (The Revelation)                     | 24 februarie 2014 |

## Personaje

Claudia Munari (Claudia Pandolfi) (stânga) și părintele Gabriel Antinori (Claudio Gioè)

- Părintele Gabriel Antinori (Claudio Gioè): protagonistul seriei este părintele Gabriel, iezuit, teolog și lector cu puteri supranaturale. Gabriel, de asemenea, colaborează cu "Congregația Adevărului", care are sarcina de a investiga evenimentele paranormale. Preotul este deschis interpretărilor și teoriilor non-canonice. În gândurile sale întotdeauna apare un eveniment traumatic din copilărie, deja îmbibat de mister. Începe să aibă sentimente foarte puternic și profunde față de psihologul Claudia Munari.
- Claudia Munari (Claudia Pandolfi): este o femeie fascinantă și psihoterapeut. Ea a avut o copilărie nu tocmai fericită, crescând într-un colegiu catolic departe de familie. Nu este o persoană religioasă și crede că fiecare fenomen, fie el și paranormal, are o explicație logică.
- Monseniorul Demetrio Antinori (Luigi Diberti): este unchiul părintelui Gabriel. Face parte din Consiliul de Administrație al Congregației Adevărului. Demetrius l-a crescut pe Gabriel de când acesta din urmă și-a pierdut ambii părinții pe când era doar un copil. În realitate el este adevăratul tată al lui Gabriel și s-a infiltrat în Congregației ca spion al Sectei lui Serventi.
- Părintele Alonso (Yorgo Voyagis): este cel mai bun prieten al lui Gabriel, este persoana care-l ajută și singura din Congregație care crede în el.
- Isaia Morganti (Stefano Pesce): este un iezuit ortodox, este un bun prieten al părintelui  Gabriel și, la rândul său, lucrează în cadrul Congregației. Isaia intră în competiție cu Gabriel deoarece amândoi sunt pe lista candidaților pentru un post în Consiliul de Administrație Congregatiei, dar apoi se împacă.
- Bonifacio Serventi (Tommaso Ragno): este principalul antagonist al seriei, conducătorul unei secte secrete (din care face parte și mama lui Gabriel) care se ocupă tot cu studiul și controlul fenomenelor paranormale. Drumurile sale se intersectează cu cele ale părintelui Gabriel.[10].
- Pietro Lima (Glen Blackhall):  este cel mai bun student al lui Gabriel, pe lângă faptul că este un prieten de încredere, adesea îl ajută în desfășurarea anchetelor.